# Avoca River
Avoca River är ett vattendrag i Australien. Det ligger i delstaten Victoria, omkring 260 kilometer nordväst om delstatshuvudstaden Melbourne. Avoca River ligger vid sjön Lake Bael Bael.
Trakten runt Avoca River består till största delen av jordbruksmark. Runt Avoca River är det mycket glesbefolkat, med 3 invånare per kvadratkilometer. Genomsnittlig årsnederbörd är 389 millimeter. Den regnigaste månaden är februari, med i genomsnitt 51 mm nederbörd, och den torraste är januari, med 11 mm nederbörd.